# 家島汽船
家島汽船株式会社（いえしまきせん）は、かつて存在した兵庫県の海運会社。姫路港と家島諸島を結ぶ航路を運航していた。

## 概要
1887年に創業、姫路港と家島諸島を結ぶ航路を長年にわたって運航していた。
1970年代以降は1日5往復を運航していたが、姫路港発の最終便は18時台など利便性が低く、航路を独占しながらサービス水準の低い家島汽船に対して島民は不満を持っていた。自治会の増便・最終便の繰り下げの再三の要望に対して、家島汽船は赤字を理由に応じなかったため、反発した自治会は船舶を購入して1997年7月に自主運航を開始、1999年には家島町の出資する高速いえしまとなった。高速船の就航により所要時間は3分の1に短縮され、姫路港発の最終便は20時30分となり、利便性が大幅に向上したため、家島汽船は旅客を奪われた。
その後、家島汽船も高速船を導入、運航ダイヤを調整して高速いえしまと各8往復を運航するなど、利便性の向上に務めた結果、本土から兵庫県立家島高等学校へ通学する学生が出るなど旅客数は大幅に増加、1998年に14万人だった旅客数は、高速いえしま参入後の2000年には38.6万人と倍増、高福ライナーが新規参入した2001年には59.7万人に達した。
2001年から2004年までは3社合計で最大24往復が運航されていたが、競争の激化により2005年5月に神戸地方裁判所姫路支部に自己破産を申請、5月31日に運航を停止した。

## 航路
- 姫路港 - 男鹿島 - 家島港

運航停止時点で1日8往復（一部は男鹿島に寄港）を運航していた。

## 船舶
- ささゆり

1998年3月竣工、瀬戸内クラフト建造、運航停止後は台湾へ売却
250総トン、全町43.00m、型幅7.80m、型深さ3.52m、ディーゼル2基、機関出力4,070PS、航海速力27.6ノット、旅客定員380名
- いえしま